# Alberto Descalzo
Alberto Daniel Descalzo (Villa Ballester, 16 de diciembre de 1951) es un político argentino, Ex intendente del partido de Ituzaingó, en la zona oeste del Gran Buenos Aires. Fue elegido por primera vez para ejercer el cargo en las elecciones generales del 14 de mayo de 1995 hasta el 10 de diciembre de 2023.

## Biografía
Realizó sus estudios primarios en el Colegio San Francisco de Asís en el barrio porteño de San Telmo y sus estudios secundarios en el DINEA. Luego cursó la Licenciatura en Economía en la Universidad del Salvador. 
A los 12 años inició su actividad laboral en "La Inmobiliaria" —compañía de seguros— como cadete. Con el tiempo desempeñó funciones administrativas; seguidamente fue Jefe de Siniestros y culminó su actividad en esa institución como Productor.

## Trayectoria política
- Desde 1970 a 1974 fue delegado gremial del Sindicato de Seguros.
- Desde 1974 se desempeñó como Secretario de la Presidencia de la Obra Social del Seguro hasta 1976.
- De 1976 a 1982 continuó su vinculación con el Sindicato del Seguro e ingresó en la Universidad del Salvador.
- En 1982 participó del VII Congreso de la Central Latinoamericana de Trabajadores en Venezuela; allí expuso su tesis sobre las relaciones entre la Economía y la Teología.
- Con el regreso a la democracia, participó en la creación del Centro Político y Sindical de Morón, propuesto como candidato a concejal por la Juventud Peronista de Ituzaingó para el período 1983-1987 y los resultados de las elecciones lo llevan a la banca de concejal en Morón. Allí presidió la Comisión de Hacienda, Presupuesto y Cuentas del Honorable Concejo Deliberante.
- En 1985 adhirió al cafierista Frente Renovador.
- En 1987 fue reelecto concejal por el período 1987-1991.
- En 1989 fue elegido presidente del Concejo Deliberante. Para entonces llevaba a cabo un Plan de Racionalización para adecuar el personal necesario y reducir el gasto del Concejo; obtuvo al finalizar el período un superávit de $1.500.000
- En 1991 fue precandidato a la Intendencia de Morón, enfrentando a Juan Carlos Rousselot.
- Desde 1992 a 1994 continuó con la actividad política desde el llano, integró la Liga Federal de Morón. Además organizó el Centro de Estudios para el asesoramiento en la Racionalización y Organización Administrativa de Municipios.

## Autonomía
En 1995, con la autonomía del pueblo de Ituzaingó, encabezó la Lista de Unidad 24, Frente de Unidad Peronista obtuvo el 5 de marzo la Presidencia del Consejo del Partido Justicialista con más del 41 % de los votos. El 14 de mayo, con las primeras elecciones para Intendente, resultó elegido y asumió el 10 de diciembre de ese año.
El 24 de octubre de 1999, fue reelecto con más del 50 % de los votos, obteniendo nuevas reelecciones consecutivas en las elecciones del 14 de septiembre de 2003, el 28 de octubre de 2007, el 23 de octubre de 2011, el 25 de octubre de 2015 y el 27 de octubre de 2019. 
En 2008 asumió como Presidente de la Federación Argentina de Municipios de la provincia Buenos Aires.